# ОФК Вихрен (Сандански)
Вижте пояснителната страница за други значения на Вихрен.
„Вихрен“ е общински футболен клуб от град Сандански, който участва в Югозападната група на Трета аматьорска футболна лига. Клубът е основан на 24 май 1925 г. Играе домакинските си мачове на стадион Спартак в Сандански, който е с капацитет 6000 места. Клубните цветове на Вихрен са зелено и бяло. През 2005 г. Вихрен печели за първи път в своята история промоция за „A“ група. Отборът престоява четири сезона в първото ниво на родния футбол, като най-доброто класиране, което записва, е 9-ото място, постигнато през сезони 2005/06 и 2006/07.

## Успехи
- 9 място в А група: 2005/06 г.
- 1 място в Б група: 2004/05 г.
- Четвъртфиналист за Купата на България: 2005/06 г.
- Четвъртфиналист за Купата на Съветската армия: 1985/86 г.

## История
За начало на ОФК Вихрен се смята 1925 г., когато в Сандански е основан първия футболен клуб – ФК Устрем. До 1944 г. в града са съществували и други клубове – ФК Гоце Делчев (1931 г.), ФК Беломорец (1941 г.).
След 1944 г. стартират поредица от реформи. През 1948 г. физкултурното дружество в курортния град приема името Яне Сандански. В края на 1949 г. се извършва нова промяна. Създадени са няколко доброволни спортни организации на ведомствен принцип – Строител, Червено знаме, Динамо, Спартак и др. През 1957 г. те са обединени под името Вихрен.
Вихрен се състезава в Югозападната зонална група до сезон 1976/77, когато печели за първи път промоция за Б група. Най-доброто представяне на отбора във втория ешелон е през 1979/80, когато завършва на 2-ро място, след местния опонент Беласица (Петрич). През сезон 1988/89 Вихрен отново изпада във В група. През следващите години тимът се люшка между втора и трета дивизия.
В първите години на ХХI век управлението на Вихрен е поето от бизнесмена Константин Динев. Инвестирани са сериозни финансови средства и през сезон 2004/05 отборът завършва на 1-во място в Б група, класирайки се за първи път в своята история в A група.
През следващите години Вихрен успява да се утвърди в елитната дивизия, като характерно за клуба през този период е, че разчита на много чуждестранни футболисти. Най-сериозна следа оставят сръбският защитник Зоран Цветкович, нигериецът Шалозе Удоджи, португалците Сержиньо и Жозе Фуртадо.
През 2011 г. Вихрен е изхвърлен в областните групи, а от 2012 играе в Б Група след като се обединява с Малеш (Микрево).

## Видни футболисти на клуба
| - Шалозе Удоджи - Пандо Котов - Владимир Каракачиев - Атанас Манушев - Божко Пантазиев - Прокоп Митов - Илия Точев - Кирил Кацаров - Пламен Мицански - Валентин Станков - Методи Андреев - Тодор Мечев - Красимир Бакалов - Иван Бонев - Димитър Чакъров - Христо Ристосков | - Евгени Михайлов - Атанас Държанлиев - Иван Копривленски - Здравко Венетов - Михаил Божилов - Тодор Пармаков - Борис Тусонджиев - Евгени Облаков - Кръсто Пенев - Йордан Мурлев - Кирил Чобанов - Георги Лулейски - Николай Якимов | - Атанас Грозданов - Йордан Боздански - Христо Денчев - Кирил Велинов - Иван Топалов - Емил Мицански - Марин Койнарски - Георги Божудов - Васил Терзийски - Чудомир Чукаров - Ангел Соколов - Илия Чакъров - Драго Божкилов - Свилен Спасов - Христо Златинов - Славчо Тошев - Даниел Златков |

## Екипи
- Първи екип:зелени фланелки, зелени гащета.
- Втори екип:Бели фланелки, бели гащета.
- Трети екип:Зелено-бели раирани фланелки, бели гащета.

## Стадион
Клубният стадион на ФК Вихрен е „Сандански“ с 6000 места и с размери 100 m/50 m. Изкуственият терен е с размери 90/60.